# Agustina González y Romero
Agustina González y Romero, conocida como “la Perejila”, (Las Palmas de Gran Canaria, 20 de agosto de 1820 - Las Palmas de Gran Canaria, 4 de diciembre de 1897) fue una poeta española que perteneció a un notable grupo de satíricos de finales del siglo XIX.

## Trayectoria
Su padre, Manuel González, originario de Santa Cruz de Tenerife era conocido como "el Perejil", de ahí el apelativo con el que se reconoce a la autora "la Perejila". Descendiente de una reputada familia grancanaria, su madre Francisca de Borja Romero Magdaleno gozaba de muchas propiedades, y su abuelo materno, Isidoro Romero Ceballos, fue regidor y memorialista. Fue bautizada en la Parroquia de Sagrario de la Catedral de Canarias el 27 de  agosto de 1820 por el  clérigo Feliciano de Lara. Prudencio, Isidoro, Francisco, Eloy y María del Carmen fueron sus hermanos y compañeros de juegos.
Formó parte del grupo de poetas satíricos que escribió en Las Palmas de Gran Canaria a finales del siglo XIX y primer tercio del XX. Sus sátiras no fueron muy estimadas por los claustros universitarios españoles de la época por su contenido y por estar firmadas por una mujer que cuestionaba las creencias y costumbres de las clases privilegiadas. Escribió sátiras y epigramas muy controvertidos y que fueron criticados por los sectores de la sociedad que se sentían aludidos. En sus versos, se pueden encontrar personajes de la calle, acontecimientos sociales y toda clase de escándalos de la época que eran muy conocidos y compartidos gracias a sus coplas.
En 1982, el escritor Néstor Álamo reeditó el libro dedicado a la vida y obra de La Perejila. La editorial Septem acometió en 2004, en coedición con el Instituto Canario de la Mujer, el Cabildo Insular de Gran Canaria, La Caja de Canarias y la Librería Rexachs, la última entrega de la obra poética de "La Perejila". Realizada a partir de la edición nestoriana de 1983, incluye los apéndices de Claudio de la Torre y María Rosa Alonso.

## Obra
- 1983 – Poesía: La Perejila. Editora Católica.[8]
- 2002 – Poesía satírica y burlesca. Idea.
- 2004 – Poesía. Interseptem.